# Hanamaki repülőtér
A Hanamaki repülőtér, más néven Ivate-Hanamaki repülőtér (IATA: HNA, ICAO: RJSI) egy regionális repülőtér 6 km-re észak-északkeletre Hanamaki városától (Ivate prefektúra), Japán északi részén, Tóhoku régióban. Ez az egyetlen repülőtér Ivate prefektúrában, és átjáróként szolgál Ivate felé. A legközelebbi város Hanamaki, 5–6 km-re délre a Hanamaki repülőtértől.

## Története
A Hanamaki repülőtér 1964-ben nyílt meg egy 1200 méteres kifutópályával, amelyet 1983-ban 2000 méterre terjesztettek ki. 2009. április 4-én egy új terminálépület nyílt meg a kifutópálya másik oldalán, amely a 4-es út mentén található, már elhasználódott régi terminálépületet váltotta fel. E változás miatt a Nitanai állomás a legközelebbi vasútállomás lett a terminál épületéhez; az állomáson azonban nincs busz vagy taxi szolgáltatás, így a Hanamaki-Kúkó állomás nyújtja továbbra is a legkényelmesebb megközelíthetőséget.

## Használata
Ivate prefektúra katasztrófa-megelőzési repülőegységének, továbbá a rendőrség repülőegységének ez a bázisreptere, ezen kívül magánvállalatok is használják. A Szendai repülőtérről érkező kiképző repülőgépek a régi terminált is használják.

## Műszaki adatok
A repülőtér különféle navigációs segédeszközökkel rendelkezik. A rádiós irányjelző (VOR) 112,8 MHz frekvencián továbbítja az adatokat, azonosítója: HPE. Távolságmérő berendezés (DME) is rendelkezésre áll. A helyi földrajzi deklinácó nyugati irányban 8° (2006-os adat).
A vezérlőtorony és a meteorológiai obszervatórium az egykori terminál helyén lévő épületekben található.

## Megközelítése
A Hanamaki repülőtér tömegközlekedéssel megközelíthető: busszal, taxival és vonattal elérhető.
A repülőtérre vezető busz a Marioka buszpályaudvarról indul, ez az útszakasz a vonatig 33 perc. A Hanamaki-Kúkó vasútállomástól további 10 perc az út.
Taxival a Hanamaki-Kúkó vasútállomástól: 10 perc, a Hanamaki vasútállomástól: 13 perc,  a Sin-Hanamaki vasútállomástól: 10 perc.
Vonattal a repülőtér elérhető a Morioka állomástól a Tóhoku vonalon vagy a Tóhoku Sinkanszen vonalon. A Hanamaki-Kúkó vasútállomástól a repülőtérig további 10 perc az út busszal vagy taxival.
Az Airport Liner több utas által megosztva használt kisbusz.
A Hanamaki-Kúkó állomás a Tóhoku fő vasútvonalon van. 2015-ben mindössze napi 703 utas használta (itt csak felszállási lehetőség van).

## Légitársaságok és úticélok
| Légitársaság             | Célállomások                             |
| ------------------------ | ---------------------------------------- |
| China Eastern Airlines   | Sanghaj-Putung                           |
| Fuji Dream Airlines, FDA | Nagoja–Komaki                            |
| Japan Airlines, JAL      | Fukuoka, Oszaka–Itami, Szapporo–Csitosze |
| Tigerair Taiwan          | Tajpej–Taoyuan, Tajvan                   |

## Balesetek és egyéb események
1993. április 18., Japan Air System Flight 451: Egy Douglas DC-9-41 repülő Nagojától indulva, Hanamaki felé tartva lezuhant, amikor a repülőgépet a szélnyírás oldalirányba taszította, és ennek következtében jobb szárnyával a kifutópályának ütközött. A repülőgép jobb szárnya megsérült, a repülőgép üzemanyaga szivárogni kezdett és tűz keletkezett, a repülőgép kigyulladt. Az összes utas és a személyzet túlélte a balesetet.